# Eduardo Bustos Montoya
Eduardo Bustos Montoya (Rosario, Provincia de Santa Fe, Argentina nacido el 3 de octubre de 1976) es un exfutbolista argentino. Jugaba de delantero y su último equipo fue Central Córdoba de la Primera C de Argentina.

## Trayectoria
Su primer club fue Rosario Central donde realizó las inferiores. Con el club de la ciudad de Rosario obtuvo la cuarta edición de la Copa Conmebol imponiéndose por tiros desde el punto del penal (4-3) luego de remontar una desventaja de 0-4 ante el Atlético Mineiro de Brasil.
Continuó su carrera futbolística en el Feyenoord de Países Bajos a préstamo, pero fue fugaz su paso por la Eredivisie conocida como la Liga de Holanda.
También recaló en el fútbol Azteca jugando dos temporadas para el Club Atlas de Guadalajara, en el fútbol japonés integrando el plantel del Avispa Fukuoka, y en el fútbol paraguayo donde obtuvo la Liguilla Pre-Libertadores con el 12 de Octubre.
Luego retornó al fútbol argentino para jugar en la Primera División de Argentina para el Club Atlético Chacarita Juniors, en Lanús, en Banfield, en el Independiente de Avellaneda y en Quilmes.
También emigró al fútbol griego para jugar en el Levadiakos FC, luego de dos temporadas haría su último retorno al fútbol argentino.
Regresó para actuar en la tercera división de este país, que es la Primera "B" Metropolitana para formar parte del plantel de Temperley.
Se retiró en Central Córdoba en el 2011 cuando el equipo estaba en la primera "C" (cuarta división del fútbol argentino).

## Clubes
Actualizado el 27 de junio de 2011
| Temporadas | Equipo                          | País         | Partidos | Goles |
| ---------- | ------------------------------- | ------------ | -------- | ----- |
| 1995-1998  | Rosario Central                 | Argentina    | 63       | 13    |
| 1997       | Feyenoord                       | Países Bajos | 12       | 1     |
| 1999-2001  | Club Atlas de Guadalajara       | México       | 34       | 9     |
| 2000       | Avispa Fukuoka                  | Japón        | 28       | 9     |
| 2000-2001  | 12 de Octubre                   | Paraguay     | 37       | 5     |
| 2002       | Club Atlético Chacarita Juniors | Argentina    | 17       | 6     |
| 2002-2003  | Lanús                           | Argentina    | 38       | 13    |
| 2003-2004  | Banfield                        | Argentina    | 37       | 12    |
| 2004-2006  | Independiente                   | Argentina    | 33       | 8     |
| 2006-2007  | Quilmes                         | Argentina    | 24       | 3     |
| 2007-2009  | Levadiakos FC                   | Grecia       | 34       | 10    |
| 2009-2010  | Temperley                       | Argentina    | 29       | 3     |
| 2010-2011  | Central Córdoba                 | Argentina    | 16       | 1*    |
| TOTALES    | TOTALES                         | TOTALES      | 387      | 93    |

- Los partidos y goles en Central Córdoba según ESPN en Inglés.[6]

## Palmarés

### Copas internacionales
| Título        | Club            | Sede    | Año  |
| ------------- | --------------- | ------- | ---- |
| Copa Conmebol | Rosario Central | Rosario | 1995 |